# Antonio Carlos da Silva Neto
Antonio Carlos da Silva Neto (29 de octubre de 1985) es un exfutbolista brasileño que se desempeñaba como delantero.
Jugó para clubes como el Bahia, Albirex Niigata, Marília, Gama, Guarani, Paysandu y Lobos BUAP.

## Trayectoria

### Clubes
| Club                | País   | Año         |
| ------------------- | ------ | ----------- |
| Bahia               | Brasil | 2004        |
| Albirex Niigata     | Japón  | 2005        |
| Marília             | Brasil | 2006        |
| Gama                | Brasil | 2007        |
| Atlético Goianiense | Brasil | 2008        |
| ABC                 | Brasil | 2008        |
| Caxias do Sul       | Brasil | 2008        |
| Anápolis            | Brasil | 2009        |
| Guarani             | Brasil | 2009        |
| Paysandu            | Brasil | 2009        |
| Lobos BUAP          | México | 2010        |
| Caldense            | Brasil | 2010 - 2011 |
| ASA                 | Brasil | 2012        |
| Itumbiara           | Brasil | 2013        |
| Celaya              | México | 2014        |